# Xã Prairie, Quận Jackson, Missouri
Xã Prairie (tiếng Anh: Prairie Township) là một xã thuộc quận Jackson, tiểu bang Missouri, Hoa Kỳ. Năm 2010, dân số của xã này là 99.433 người.